# シャジャ・バトゥイロフ
シャジャ・バトゥイロフ（ロシア語: Шаджа Батырович Батыров, 1908年 - 1965年）は、トルクメン・ソビエト社会主義共和国の政治家、ソ連共産党員。トルクメン共産党第一書記、トルクメン科学アカデミー総裁。
ザカスピ州デシュト村出身。アハル・テケ族に属する。ソ連共産党中央委員会附属社会科学アカデミーで学ぶ。1943年から1951年までトルクメン共産党中央委員会第一書記を務めた。
バトゥイロフのトルクメン人中における権威は非常に大きく、共産党の指導者としてだけではなく、民族指導者とも考えられていた。

## パーソナル
息子のセルダルは、サパルムラト・ニヤゾフ大統領によって工業大学学長に任命された。